# Mohel

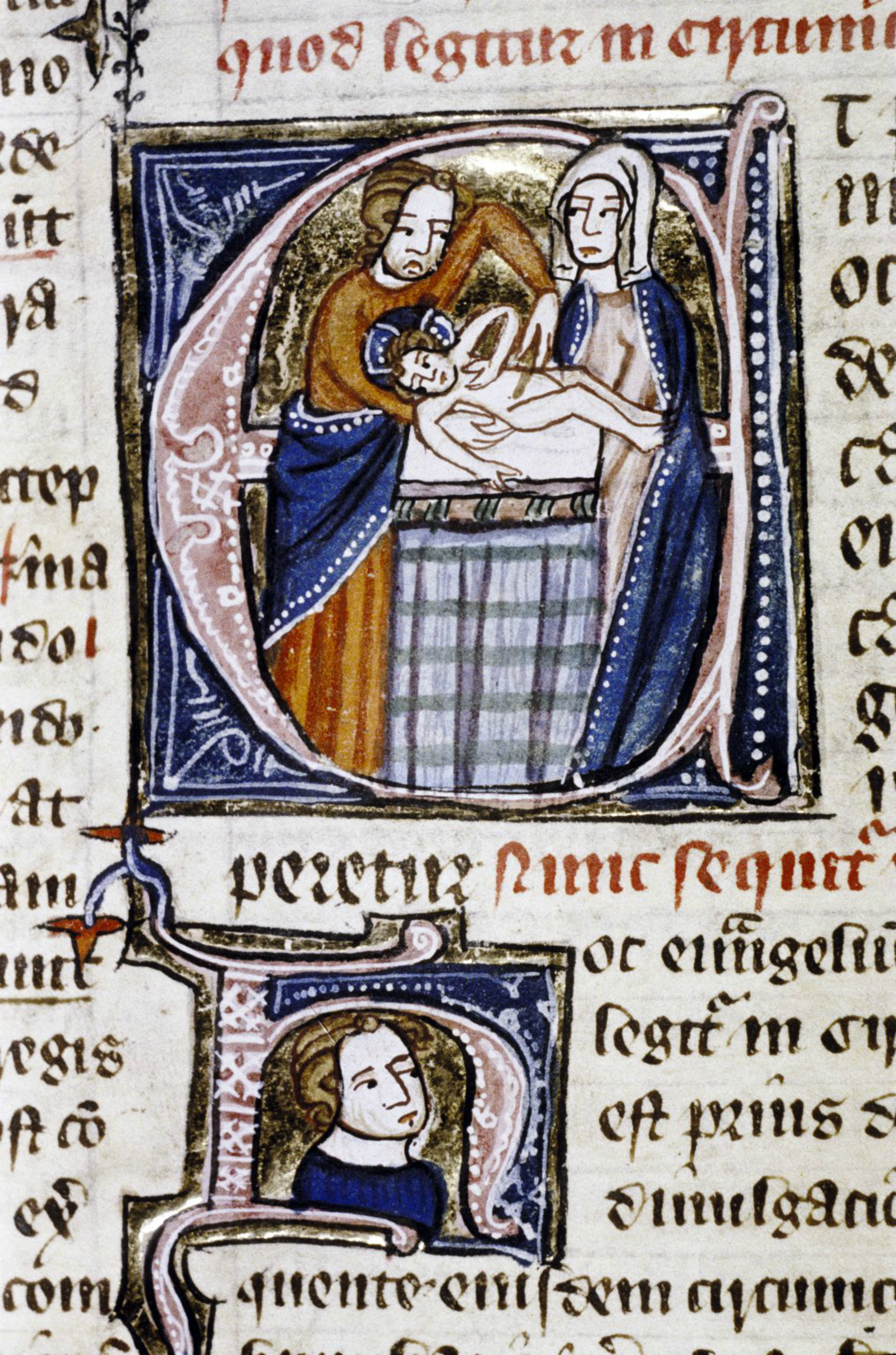
Mohel obrzezający Jezusa (ilustracja z XIV wieku)

Mohel, mojel (heb. מוהל, obrzezujący) – w judaizmie mężczyzna dokonujący rytualnego obrzezania chłopców. 
Mohelami mogą być często lekarze. Dawniej funkcję tę pełnili szojcheci. Mohelowie powinni wykonywać swoje obowiązki bezpłatnie, gdyż obrzezanie jest micwą. W czasie obrzezania mohelowi asystuje sandak.
W Biblii znany jest przypadek dokonywania obrzezania przez kobietę – Seforę, żonę Mojżesza.